# Bitwa nad Kierżeńcem
Bitwa nad Kierżeńcem / Bitwa pod Korzeniami (ros. Сеча при Керженце, Secza pri Kierżence) – radziecki film animowany z 1971 roku w reżyserii Jurija Norsztejna i Iwana Iwanow-Wano. Film wykorzystuje freski malarskie oraz ikony do opisania walki rosyjskiego ludu przeciwko obcym najeźdźcom tatarskim. Film powstał na podstawie muzyki Nikołaja Rimskiego-Korsakowa. Muzyka pochodzi z opery: "Legenda o niewidzialnym grodzie Kiteziu i dziewicy Fiewronii". Film jest inspirowany sztuką średniowiecza. Jego animacja jest poklatkowa i wykonana w oparciu o staroruskie mozaiki, freski i ikony pochodzące z XIV, XV i XVI wieku.

## Opis
Film oparty jest na staroruskiej legendzie o niewidzialnym grodzie Kiteż. Według legendy gdy w XIII wieku na miasto Kiteż nadciągnęli Tatarzy, jego mieszkańcy modlili się do Boga z prośbą o uratowanie. Gdy mongolskie armie były gotowe do ataku, z ziemi wystrzeliły fontanny wody i miasto znikło pod powierzchnią wody dzisiejszego jeziora Swietłojar. Sam film opowiada legendę tylko luźno. Jego głównym tematem jest bitwa tocząca się pomiędzy rosyjskimi żołnierzami a hordą mongolską, symbolizująca zderzenie się dwóch kultur. Rosyjscy żołnierze porównani są do kiteżan (Dziewica Maryja pojawia się na początku filmu i czuwa nad rosyjską stroną). Film nawiązuje także do historii, do czasów, w których Rosja była pod jarzmem Mongołów-Tatarów.

## Legenda o niewidzialnym grodzie Kiteż
Legenda głosi, że podczas przesilenia letniego Kiteż wynurza się z wód jeziora, a spod jego powierzchni usłyszeć można bicie cerkiewnych dzwonów. Wody jeziora są uznawane za święte, a prawosławni pielgrzymi czczą pobożność kiteżan. Wierzą oni, że trzykrotne okrążenie jeziora na kolanach i obmycie się świętą wodą zapewni im odpuszczanie grzechów.

## Nagrody
- 1971: VII Międzynarodowy Festiwal Filmowy w Karlowych Warach – nagroda dla najlepszego filmu animowanego
- 1972: I Międzynarodowy Festiwal Filmów Animowanych w Zagrzebiu – Grand-Prix[2]

- 1972: V Wszechzwiązkowy Festiwal Filmowy w Tbilisi – nagroda dla najlepszego filmu animowanego
- 1972: Międzynarodowy Festiwal Filmowy w Bombaju – dyplom

Źródło: